# Ty Panitz
Ty Panitz (Califórnia, 8 de abril de 1999) é um ex-ator norte-americano. Fez sua estreia em 2005, como "Ethan Beardsley" no filme Os Seus, os Meus e os Nossos. Seus papéis incluem "Woody Forrester", em Zoando na Escola e "Lionel" em Minha Mãe Quer Que Eu Case.
Ty tem dois irmãos mais novos (Parris e Sawyer) e gosta de andar de bicicleta e nadar com eles. É um ávido fã de futebol e torce pelo Philadelphia Eagles. Panitz é bisneto do jogador de basebol, Babe Ruth .
Panitz apareceu na série de TV, Bones, nos episódios "The Man in the Fallout Shelter", "The Mother and Child in the Bay", "The Man in the Cell", "The Santa in the Slush", "The Finger in the Nest", "The Bone That Blew", e "The Beautiful Day in the Neighborhood"  como "Parker Booth", filho do agente especial "Seeley Booth" (David Boreanaz). Recentemente, Ty apareceu nos filmes Stolen Lives e Santa Buddies.

## Filmografia
| Filmes    | Filmes                                          | Filmes                       | Filmes          |
| Ano       | Título Original                                 | Título (Brasil)              | Papel           |
| --------- | ----------------------------------------------- | ---------------------------- | --------------- |
| 2005      | Yours, Mine and Ours                            | Os Seus, os Meus e os Nossos | Ethan Beardsley |
| 2006      | The Angriest Man in Suburbia                    | The Angriest Man in Suburbia | Mikey (para TV) |
| 2006      | How to Eat Fried Worms                          | Zoando na Escola             | Woody Forrester |
| 2007      | Because I Said So                               | Minha Mãe Quer Que Eu Case   | Lionel          |
| 2009      | Stolen Lives                                    | Stolen Lives                 | Tom Adkins Jr.  |
| 2009      | Santa Buddies                                   | Santa Buddies                | Mudbud (voz)    |
| Séries    |                                                 |                              |                 |
| Ano       | Título                                          | Papel                        | Notas           |
| 2006      | ER                                              | Garoto                       | 1 episódio      |
| 2008      | 'Til Death                                      | Garoto                       | 1 episódio      |
| 2005-2009 | Bones                                           | Parker Booth                 | 7 episódios     |
| 2009      | Navy NCIS: Naval Criminal Investigative Service | Garotinho                    | 1 episódio      |

## Prêmios e Indicações
| Prêmios | Prêmios   | Prêmios             | Prêmios                      | Prêmios                      |
| Ano     | Resultado | Premiação           | Categoria                    | Título                       |
| ------- | --------- | ------------------- | ---------------------------- | ---------------------------- |
| 2006    | Indicado  | Young Artist Awards | Melhor Elenco Jovem          | Os Seus, os Meus e os Nossos |
| 2007    | Venceu    | Young Artist Awards | Melhor Elenco Jovem          | Zoando na Escola             |
| 2008    | Indicado  | Young Artist Awards | Melhor Jovem Ator Recorrente | Bones                        |